# John MacIsaac
John MacIsaac (né le 6 juin 1937) est un athlète britannique, spécialiste du 400 mètres.

## Biographie
Il remporte la médaille d'or du relais 4 × 400 mètres lors des championnats d'Europe de 1958, à Stockholm, en compagnie de Ted Sampson, John Wrighton et John Salisbury. 

### Palmarès
| Date | Compétition                                     | Lieu      | Résultat | Épreuve   | Performance |
| ---- | ----------------------------------------------- | --------- | -------- | --------- | ----------- |
| 1958 | Championnats d'Europe                           | Stockholm | 1er      | 4 × 400 m | 3 min 7 s 9 |
| 1958 | Jeux de l'Empire britannique et du Commonwealth | Cardiff   | 6e       | 440 yards | 48 s 9      |

### Records
| Épreuve   | Performance  | Lieu      | Date |
| --------- | ------------ | --------- | ---- |
| 4 x 400 m | 3 min 07 s 9 | Stockholm | 1958 |